# Kamil Skrzypkowski
Kamil Skrzypkowski (ur. 30 września 1986 w Bielsku Podlaskim) – polski siatkarz, grający na pozycji przyjmującego. W 2020 roku zakończył profesjonalną karierę siatkarza. W 2022 roku wznowił karierę zawodnika i obecnie występuje w III-ligowej drużynie SAS Sejny.
Po zakończonym sezonie 2019/2020 w PlusLidze zaczął pełnić rolę asystenta trenera i kierownika drużyny w Ślepsku Malow Suwałki. Pracę w klubie łączy z byciem nauczycielem wychowania fizycznego w jednej z suwalskich szkół podstawowych.

## Sukcesy klubowe
Mistrzostwo I Ligi:
- 2019
- 2017
- 2015

Mistrzostwo III Ligi Województwa Podlaskiego:
- 2022
- 2023